# Гаутама-дхармасутра
«Гаутама-дхармасутра» (санскр. Gautamadharmasūtra) — древнеиндийский сборник законов (передававшаяся устно дхармасутра), приписываемый Гаутаме. Издан Штенцлером (Лондон, 1876) и относится к самым древним памятникам этого рода (VI век до н. э.).
Гаутама — не самый древний индусский законник (юрист); он цитирует предшествовавших ему учителей и ссылается и на другие источники.

## Издания
- 1876 — «The Institutes of Gautama», изд. А. Штенцлером (Лондон, 1876).